# Babylonia kirana
Babylonia kirana is een slakkensoort uit de familie van de Babyloniidae. De wetenschappelijke naam van de soort is voor het eerst geldig gepubliceerd in 1965 door Habe.